# Speedy Claxton
Craig "Speedy" Claxton (ur. 8 maja 1978 w Hempstead) – amerykański koszykarz, występujący na pozycji rozgrywającego, mistrz NBA z 2003 roku, trener koszykarski, aktualnie asystent trenera w zespole akademickim Hofstra Pride.
Z powodu kontuzji opuścił cały sezon debiutancki, w którym jego drużyna Philadelphia 76ers dotarła do finałów NBA.
W sezonie 2005/2006 zajął drugie miejsce w głosowaniu na najlepszego „szóstego” zawodnika ligi.

## Osiągnięcia
NCAA
- 2-krotny Uczelniany Koszykarz Roku Konferencji America East NCAA (1998, 2000)[3]
- Laureat Haggerty Award (2000)[4]
- Lider
  - AEC w:
    - asystach (1998)[3]
    - przechwytach (1999, 2000)[3]

  - strzelców konferencji America East (2000)[3]
- Uczelnia zastrzegła należący do niego numer 10
- Wybrany do Galerii Sław Sportu Hofstra (29.01.2011)

NBA
- Mistrz NBA (2003)[1]